# Ulúa
Ulúa (hiszp. Río Ulúa) – rzeka w północno-zachodnim Hondurasie. Jej długość wynosi 240 km (od połączenia Otoro i Jicatuyo do ujścia).
Ulúa powstaje z połączenia dwóch rzek źródłowych Río Grande de Otoro i Jicatuyo. Dłuższa z nich, Río Grande de Otoro, ma swoje źródła w górach Cordillera de Tilarán, w południowej części kraju w departamencie La Paz. W okolicach miasta Santa Bárbara łączy się z Jicatuyo. Rzeka płynie dalej na północ, mija miasto El Progreso, po czym przyjmuje najważniejszy, lewy dopływ Chamelecon. W dolnym biegu Ulúa płynie rozległą doliną Sula, znaną z plantacji bananów. Ulúa uchodzi wreszcie do Zatoki Honduraskiej niedaleko miasta Puerto Cortés.